# Гуань-цзы
«Гуань-цзы» (кит. 管子) — название совокупности древнекитайских философских трактатов различных авторов, живших в основном в IV—III веках до н. э. Название дано по имени Гуань Чжуна (Гуань-цзы), главного министра царства Ци. Первоначальный вариант памятника сложился в середине III века до н. э. в царстве Ци. Он состоял из 564 трактатов. Это были отдельные произведения различных авторов собранные в одно произведение. Некоторые из этих трактатов были созданы мыслителями академии Цзися, в частности, мыслителями Сун Цзянем и Инь Вэнем. Позднее часть первоначального варианта была утрачена. Около 26 г. до н. э. ханьский учёный Лю Сян создал свой вариант, отыскав некоторые главы «Гуань-цзы» в императорских библиотеках и частных собраниях. В настоящее время большая часть памятника утеряна. В дошедших до нас 76 главах (пянях) содержатся сведения по философским, социально-этическим, политическим и экономическим проблемам. Ряд глав посвящён военной мысли, календарной астрономии, математике, географии, гидрологии. Перевод на русский язык некоторых глав из этого памятника был осуществлён В. М. Штейном, С. Кучерой, Ян Хиншуном и В. В. Малявиным. Экономические главы памятника (главы 48, 69, 73, 74, 75) перевёл В. М. Штейн. С. Кучера перевёл главы легистского характера (гл. 30, 31, 46) и главу, написанную представителями школы инь ян (гл. 40). Ян Хиншун и В. В. Малявин перевели даосские главы. Ян Хиншун перевёл главы 36, 37, 38, 39, 49. В. В. Малявин перевёл главы 36, 37, 49, 55. Изложенное в тридцать девятой главе учение о воде как об источнике всех вещей обнаруживает сходство с учениями Фалеса и Гиппона Самосского.

## Главы памятника, переведенные на русский язык
- Глава 5 Чэнма (乘馬) (отрывок). Пер. В. М. Штейна
- Глава 20 «Малый план»(小匡) (отрывок в сопоставлении с текстом главы 6 из «Гоюя»). Пер. В. М. Штейна
- Глава 30. Правитель и подданные (君臣上). Часть первая. Пер. С.Кучеры
- Глава 31. Правитель и подданные (君臣下). Часть вторая. Пер. С.Кучеры
- Глава 36. Искусство сердца (心術上). Часть первая. Пер. Ян Хиншуна. Искусство сердца. Пер. В. В. Малявина
- Глава 37. Искусство сердца (心術下). Часть вторая. Пер. Ян Хиншуна. Искусство сердца. Пер. В. В. Малявина
- Глава 38. Чистое сердце (白心). Пер. Ян Хиншуна
- Глава 39. Вода и земля (水地). Пер. Ян Хиншуна
- Глава 40. Четыре времени года (四時). Пер. С. Кучеры
- Глава 46. Ясные законы (明法). Пер. С. Кучеры
- Глава 48 Об управлении государством (治國). Пер. В. М. Штейна
- Глава 49. Внутренняя деятельность (內業). Пер. Ян Хиншуна. Внутреннее делание. Пер. В.Малявина
- Глава 58. Категория земель (地員) (отрывок). Пер. В. М. Штейна
- Глава 69. Количественные нормы для «чэнма» (乘馬數). Пер. В. М. Штейна
- Глава 71. Беседа о трудовой повинности (отрывок). Пер. В. М. Штейна
- Глава 73. О накоплении в государстве (國蓄). Пер. В. М. Штейна
- Глава 74. О количественных нормах [хозяйственной деятельности] для горного княжества. Пер. В. М. Штейна
- Глава 75. О властвовании над количеством [благ] в горной стране. Пер. В. М. Штейна
- Глава 76. О цифровом учёте поступлений в горном [княжестве] (отрывок). Пер. В. М. Штейна
- Глава 77. О цифровых расчетах в отношении земли (отрывок). Пер. В. М. Штейна
- Глава 78. Об учёте и измерении (отрывок). Пер. В. М. Штейна
- Глава 80. О стабилизации [хозяйства] первая (отрывки). Пер. В. М. Штейна